# Micrurus steindachneri
Micrurus steindachneri (кораловий аспід Штейндахнера) — вид отруйних змій родини аспідових (Elapidae). Мешкає в Південній Америці. Вид названий на честь австралійського герпетолога Франца Штейндахнера.

## Підвиди
Виділяють два підвиди:
- Micrurus steindachneri steindachneri (Werner, 1901);
- Micrurus steindachneri orcesi Roze, 1967.

## Поширення і екологія
Коралові аспіди Штейндахнера мешкають на східних схилах Анд в Еквадорі і Перу, можливо, також в Колумбії. Вони живуть у вологих тропічних лісах і хмарних лісах та на узліссях, на висоті від 500 до 2000 м над рівнем моря.